# Glinianka (gmina)
Glinianka – dawna gmina wiejska istniejąca do 1954 roku w woj. warszawskim. Siedzibą władz gminy była Glinianka.
Za Królestwa Polskiego gmina Glinianka należała do powiatu mińskiego w guberni warszawskiej.
W połowie 1870 roku do gminy Glinianka włączono część obszaru zniesionej gminy Ruda.
16 marca 1916, w związku z reorganizacją administracyjną terenów Królestwa Polskiego pod okupacją niemiecką podczas I wojny światowej, z gminy Glinianka w powiecie mińskim wyłączono miejscowości Jabłonna, Kopki, Strachocin, Świerk i Wólka Mlądzka, włączając je do powiatu warszawskiego, gdzie zostały przyłączone do gminy Wiązowna (gminę Wiązowna włączono w całości tego samego dnia do powiatu warszawskiego z powiatu mińskiego).
W okresie międzywojennym gmina Glinianka należała do powiatu mińskiego w woj. warszawskim.
1 października 1932 z gminy Glinianka wyłączono kolonie Soplicowo, Śródborów i Czyste oraz majątki Glinianka i Wawrzyńców-Glinianka, włączając je do miasta Otwocka w powiecie warszawskim.
Po wojnie gmina zachowała przynależność administracyjną. 1 lipca 1952 roku część obszaru gminy Glinianka włączono do gminy Celestynów. 
Według stanu z 1 lipca 1952 roku gmina składała się z 28 gromad: Bykowizna, Celinów, Choszczówka, Chrośla, Czarnówka, Dobrzyniec, Glinianka, Górki, Grębiszew, Iłowiec, Jędrzejnik, Józefów, Kluki, Kruszowiec, Lipowo, Maliszewo, Podrudzie, Poręby, Ruda, Rudzienko, Rzakta, Siwianka, Teresław, Wola Ducka, Wola Karczewska, Wólka Iłowiecka i Zamienie.
Jednostka została zniesiona 29 września 1954 roku wraz z reformą wprowadzającą gromady w miejsce gmin. Po reaktywowaniu gmin z dniem 1 stycznia 1973 roku gminy Glinianka nie przywrócono.